# Veladyris pardalis
Veladyris pardalis är en fjärilsart som beskrevs av Osbert Salvin 1869. Veladyris pardalis ingår i släktet Veladyris och familjen praktfjärilar. Inga underarter finns listade i Catalogue of Life.

## Bildgalleri

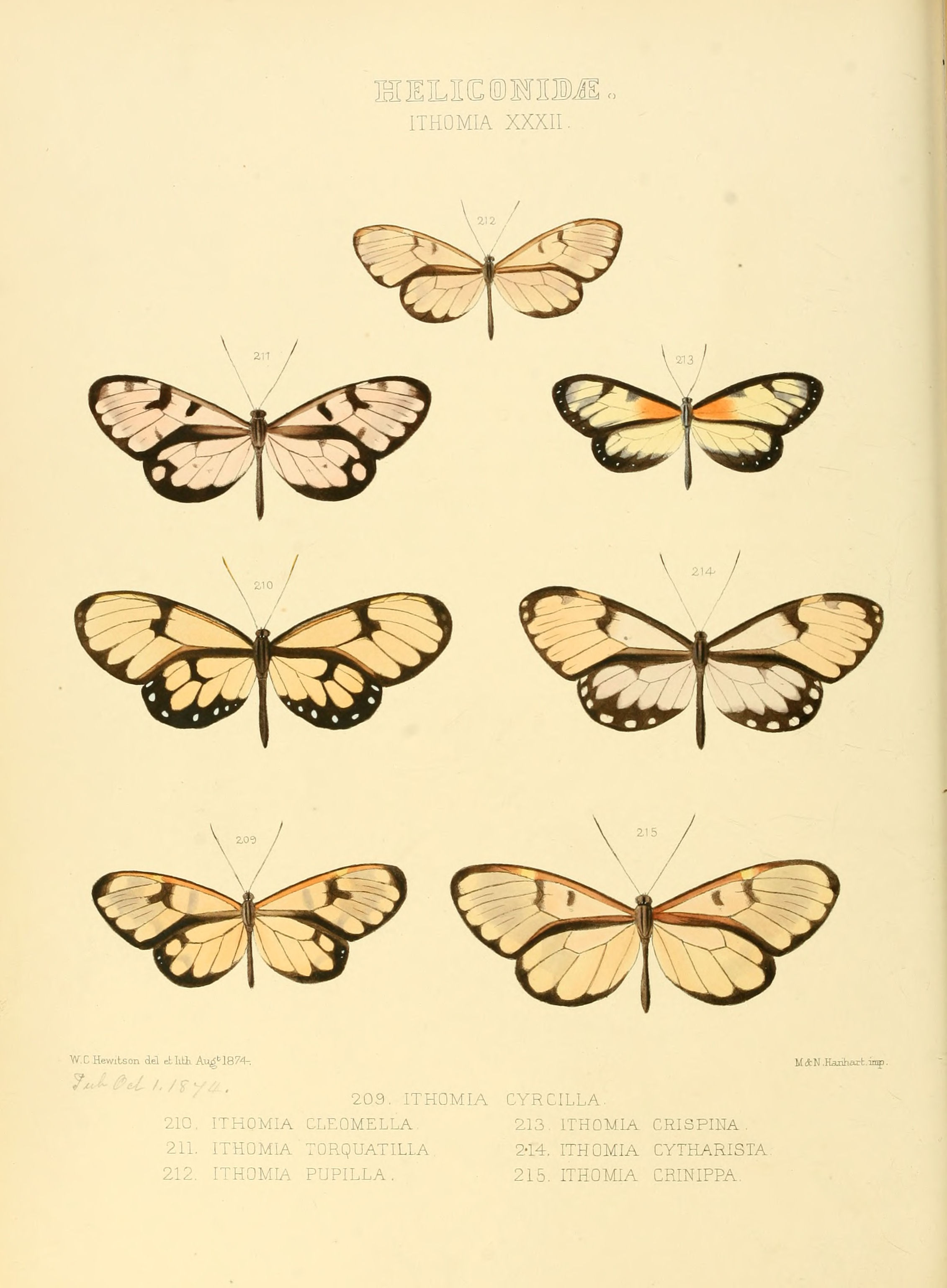
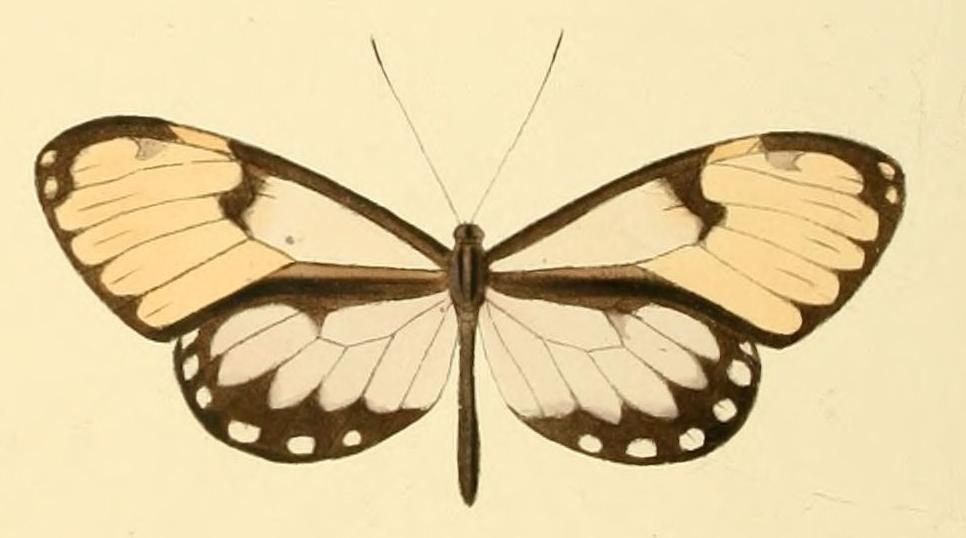